# Gospodarka Polski
Gospodarka Polski – jest gospodarką mieszaną. To szósta co do wielkości gospodarka w Unii Europejskiej, największa wśród członków Unii Europejskiej z krajów byłego bloku wschodniego i 20. największa gospodarka świata (według Międzynarodowego Funduszu Walut). W latach 80.. i 90. XX wieku przeszła transformację z gospodarki centralnie kierowanej (socjalistycznej) do gospodarki rynkowej (kapitalistycznej).

## Historia

### Gospodarka II Rzeczypospolitej
Sytuację gospodarki Polski w latach 1918–1939 określano przede wszystkim jako decydujący udział rolnictwa w tworzeniu dochodu narodowego i zatrudnienia. Poziom przemysłu był niski, a rozwój gospodarki zależny był od kapitału zagranicznego. Występowało duże przeludnienie wsi i stałe bezrobocie. Przy ogólnym zacofaniu występował niski poziom życia, gospodarkę charakteryzowała stagnacja. Próbą wyjścia z tego impasu była w 1934 roku polityka rządu, która przyczyniła się w głównej mierze do ożywienia produkcji przemysłowej i zwiększenia liczby zatrudnionych, głównie przez budowę Portu Gdynia i Centralnego Okręgu Przemysłowego.
Dochody rzeczywiste budżetu państwa w roku budżetowym 1937–1938 wyniosły: z danin publicznych i monopolów 2049 mln (głównie podatki bezpośrednie 723 mln w tym dochodowy 280 mln a przemysłowy 262 mln, monopole 664 mln, podatki pośrednie 192 mln w tym od cukru 141 mln, podatek od wynagrodzeń wypłacanych z funduszy publicznych 180 mln, cło 168 mln, opłaty stemplowe 89), podatki i opłaty celowe na rzecz funduszy 117 mln (głównie Fundusz Pracy 80 mln i podatek od lokali 21 mln).
Przeciętne zarobki tygodniowe robotników objętych ubezpieczeniem emerytalnym w 1935 to dla mężczyzn średnio 23,9 zł, a dla kobiet 12,4 zł.

### Gospodarka PRL
System gospodarczy w PRL związany był ściśle z ustrojem panującym w Polsce Ludowej w latach 1945–1989, wzorowanym na rozwiązaniach sowieckich. Główną jego cechą było podporządkowanie gospodarki celom politycznym.
Rozwój gospodarczy opierał się na dokonanych zasadniczych reformach społecznych. Zasadniczym narzędziem sprawowania kontroli nad gospodarką był system planów gospodarczych. Szczególne znaczenie miał przy tym plan 3-letni (1947–1949) – reforma rolna, nacjonalizacja przemysłu i zasiedlanie tzw. Ziem Odzyskanych.
Gospodarka w tym okresie charakteryzowała się znacznymi dysproporcjami w rozwoju poszczególnych działów gospodarki – szczególnie wyraźny był wysoki udział inwestycji w PKB i niedorozwój sfery usług i budownictwa mieszkaniowego, a nadmierna emisja pieniądza powodowała nawis inflacyjny. Gospodarkę cechował wysoki poziom marnotrawstwa, energochłonności, nieefektywności i szkodliwości dla środowiska.

### Gospodarka po 1989 r.
Po zmianach ustrojowych w Polsce nastąpiło odejście od gospodarki centralnie planowanej. Przy współpracy prof. Jeffreya Sachsa z Uniwersytetu Harvarda, został opracowany radykalny plan gospodarczy, którego zarys 6 października 1989 roku zaprezentował ówczesny wicepremier i minister finansów w rządzie Tadeusza Mazowieckiego, Leszek Balcerowicz. Jego autorami byli m.in. Stefan Kawalec czy Stanisław Gomułka. Pakiet 10 ustaw zaprezentowano w Sejmie 17 grudnia 1989 roku. Plan ten był reakcją na gasnącą gospodarkę, szybujące ceny i opustoszałe sklepy. Zakładał on zerwanie z gospodarką centralnie sterowaną, ustabilizowanie finansów państwa oraz zmniejszenie inflacji, która w 1989 roku wynosiła ok. 640%, a jej większość przypadła na drugą połowę roku, co wynikało z uwolnienia cen od 1 sierpnia. W tym czasie zadłużenie zagraniczne wynosiło 42,3 mld dolarów (64,8% PKB), a możliwość obsługi długu lub jego spłaty była iluzoryczna. Rządowi sprzyjała obowiązująca od końca 1988 roku tzw. ustawa Wilczka, która uwolniła prywatną przedsiębiorczość, co złagodziło upadek sektora państwowego.
W 2004 r. Polska została członkiem Unii Europejskiej, a tym samym unii celnej i jednolitego rynku.
W 2015 r. Polska była 6. gospodarką UE pod względem wielkości PKB w parytecie siły nabywczej i 24. gospodarką świata, a pod względem wielkości PKB nominalnego – 8. gospodarką UE i 25. gospodarką świata.
W 2015 r. PKB per capita w parytecie siły nabywczej Polski wyniósł 19 700 PPS (68,6% średniej UE), a PKB per capita nominalny – 11 123 euro (38,7% średniej UE).
Według danych MFW w latach 2004–2015 Polska była na drugim miejscu w UE pod względem tempa wzrostu PKB per capita. Skumulowany wzrost PKB per capita Polski wyniósł w tym okresie 59,4%, a Litwy, której PKB per capita rósł najszybciej – 70,8%. Według danych The Conference Board także w latach 1990–2015 Polska była drugim krajem pod względem dynamiki rozwoju wśród obecnych członków UE, osiągając w ciągu 27 lat skumulowany wzrost PKB per capita – 117,3% i ustępując pod tym względem miejsca jedynie Irlandii, która osiągnęła wzrost PKB per capita – 150,7%. Na to relatywnie wysokie tempo wzrostu Polski znaczny wpływ miał fakt, że w 1989 r. miała ona najniższy PKB per capita w parytecie siły nabywczej wśród wszystkich obecnych członków UE.
W latach 1990–2015 bezrobocie w Polsce według GUS na ogół nie spadało poniżej 10%, a w szczytowym pod tym względem 2003 r. przekroczyło 20%. Od 2013 r. w Polsce utrzymuje się stały spadek bezrobocia osiągając w 4. kwartale 2016 r. wartość 8,2%, co było najniższym poziomem od 1990 r. Według metodyki Eurostatu bezrobocie w Polsce w 4. kwartale 2016 r. spadło do 5,7% i było niższe od średniej w UE (8,2%).
W 2015 r. wydatki 6,5% mieszkańców Polski nie przekroczyły tzw. minimum egzystencji szacowanego wówczas na około 550 zł netto dla gospodarstwa jednoosobowego. W ciągu ostatnich 20 lat największy odsetek osób o wydatkach poniżej granicy minimum egzystencji przypadł na rok 2005 (12,3%).
Głównymi partnerami handlowymi Polski są kraje Unii Europejskiej, Chiny i Rosja. Najważniejszym partnerem handlowym Polski są Niemcy, na które w 2015 r. przypadło 27,1% polskiego eksportu, a 2. i 3. w kolejności są Wielka Brytania i Czechy, na które przypadło odpowiednio: 6,7% i 6,6% eksportu.
Polska uznawana jest przez ONZ za kraj „bardzo wysoko rozwinięty” pod względem wskaźnika rozwoju społecznego (HDI), który bierze pod uwagę takie czynniki jak długość życia, średnią długość edukacji odbytej przez 25-latków i oczekiwany czas edukacji dzieci w wieku szkolnym, jak również realny PKB per capita, tj. z uwzględnieniem siły nabywczej. Wskaźnik HDI dla Polski za 2015 r. wyniósł 0,855, dając jej 36. miejsce na świecie na 188 uwzględnionych państw lub terytoriów zależnych, między Katarem i Litwą.
Dług publiczny Polski w 2015 r. wyniósł około 51% PKB, co było poziomem niższym od średniej UE, który wyniósł 85%.
W 2015 r. według Eurostatu współczynnik Giniego dla ekwiwalentnych dochodów do dyspozycji, mierzący równomierność rozkładu dochodów, osiągnął dla Polski poziom (30,6) nieco niższy od średniej UE (30,8). Najniższy poziom nierówności w UE w 2015 r. odnotowano na Słowacji (23,7), a najwyższy na Litwie – 38. Od 2005 r. obserwuje się w Polsce sukcesywny spadek wartości współczynnika Giniego, co interpretuje się jako zmniejszanie nierówności dochodowych.
Podatki z ubezpieczeniami społecznymi stanowią 34% polskiego PKB, tyle samo co w Brazylii, Rosji i Wielkiej Brytanii (Szwecja 46%, Niemcy 37%, USA 24%, Chiny i Meksyk 18%). Stawki podatku dochodowego od osób fizycznych to 12% i 32%, od osób prawnych (przedsiębiorstw) występuje  stawka 9% i 19%, podstawowa stawka podatku od towarów i usług wynosi 23% (na określone przez ustawy produkty i usługi obowiązują niższe stawki: 8 i 5%), mniej wpływów dla budżetu generują inne podatki.
Polska gospodarka jest gospodarką mieszaną. Udział sektora publicznego w wartości dodanej brutto w 2015 r. wyniósł 19,8%, a prywatnego – 80,2% (w tym zagranicznego – 16,6%). W rękach państwa pozostają m.in.: PKP, część akcji KGHM, Orlen, PKO BP i wiele mniejszych przedsiębiorstw.
Pomiędzy regionami Polski występuje znaczne zróżnicowanie pod względem rozwoju gospodarczego. Według Eurostatu najbogatszym województwem kraju jest województwo mazowieckie, które w 2014 r. osiągnęło PKB per capita w parytecie siły nabywczej na poziomie 108% UE, a najbiedniejsze województwo lubelskie – 47% UE. Najbliżej ogólnopolskiej średniej (68% UE w 2014 r.) sytuują się województwa: śląskie (70% UE) i pomorskie (64% UE), które pod względem dochodu per capita porównywalne są z najuboższymi regionami Hiszpanii czy Włoch.
Największymi problemami polskiej gospodarki są trudności w prowadzeniu działalności gospodarczej wynikające z nadmiernej biurokracji i niejasnego prawa, a również wysokie koszty administracyjne nakładane na obywateli czy niewystarczająco rozwinięta infrastruktura (w tym np. sieć dróg oraz dostępność internetu).

## Polityka pieniężna
W Polsce zarządzanie rezerwami dewizowymi zgodnie z ustawą o Narodowym Banku Polskim należy wyłącznie do zadań banku centralnego. Na koniec 2019 roku oficjalne aktywa rezerwowe Polski były najwyższe w historii i wynosiły 487,6 mld złotych, a poziom rezerw wyrażony w euro wynosił 114,5 mld, natomiast w dolarach amerykańskich 128,4 mld. W porównaniu do 2018 roku aktywa NBP wzrosły o 47,89 mld złotych i odpowiednio o 12,24 mld euro i 11,44 mld dolarów. Aktywa te składały się z rezerw złota monetarnego 42,5 mld złotych, SDR 1,5 mld złotych, transzy rezerwowej w Międzynarodowym Funduszu Walutowym 3,6 mld złotych oraz należności w walutach wymienialnych w kwocie 439 mld złotych. W 1993 roku NBP posiadał 9 mld złotych rezerw, a w 1998 roku ich wartość wzrosła do 99 mld. W maju 2004 roku kiedy Polska wstąpiła do Unii Europejskiej wartość rezerw wynosiła 139 mld złotych. W 2011 roku wartość rezerw przekroczyła 334 mld złotych. Polska na koniec 2018 roku posiadała blisko 129 ton złota, którego wartość wynosiła 5,3 mld USD. Polski bank centralny od lipca do października 2018 roku zakupił 25,7 ton kruszcu, przed tymi transakcjami zasoby złota w rezerwach NBP wynosiły 103 tony. Zakup tego kruszcu w 2018 roku był pierwszym od 1998 roku. Ponad 128,6 ton polskiego złota zdeponowana jest w Banku Anglii w blisko 10 tys. sztabek. W czerwcu i lipcu 2019 roku NBP zakupił 100 ton i zwiększył stan posiadania do 228,6 ton. Dzięki tym zakupom Polska przesunęła się z 34. pozycji na 22. pod względem posiadanych zasobów tego kruszcu wśród banków centralnych oraz z 15. na 11. miejsce w Europie. Jest również liderem wśród państw regionu. Ponadto zarząd NBP zdecydował o przeniesieniu połowy zasobów do skarbców NBP. Pod koniec 2024 roku ok. 75% polskich zasobów było utrzymywane za granicą – w zbliżonej części w skarbcach Banku Anglii w Londynie oraz Banku Rezerwy Federalnej w Nowym Jorku – a ok. 25% w Polsce. Na dzień 31 stycznia 2025 zasoby złota NBP wynoszą 451 ton. Tym samym Polska zajmuje 13. miejsce na świecie i 7. wśród krajów europejskich pod względem zasobów banków centralnych.
W trzecim kwartale 2019 roku w obiegu w Polsce było 2 mld 209,8 mln sztuk banknotów o różnym nominale. Dekadę wcześniej w obiegu było ich 1 mld 94 mln sztuk. Najwięcej w obiegu jest banknotów o nominale 100 zł – 1,3 mld sztuk, z kolei najmniej jest banknotów o nominale 500 zł – 19 mln sztuk. Banknotów o nominale 50 zł było 185,4 mln, 20 zł – 124,1 mln, a 10 zł było w obiegu 175,8 mln sztuk. Według danych NBP na koniec trzeciego kwartału 2019 roku wartość banknotów w obiegu wyniosła 228,4 mld zł, z kolei wartość monet wyniosła 5 mld zł.

## Finanse publiczne
W 2018 roku budżet państwa zanotował najniższy deficyt od 1998 roku, który wyniósł 10,4 mld zł i stanowił 25,1% wartości planowanej w ustawie budżetowej. Deficyt był niższy o 14,9 mld w stosunku do 2017 roku. Dochody w tym roku wzrosły o 8,5% do 380,1 mld zł, z czego dochody podatkowe wyniosły 349,9 mld zł i były wyższe o 18,2 mld zł w stosunku do kwoty zapisanej w ustawie budżetowej. Przede wszystkim większe były wpływy z podatku VAT, które wyniosły 174,9 mld zł, tj. o 8,9 mld więcej niż w planie budżetowym. Jednocześnie wydatki ukształtowały się na poziomie 390,5 mld zł, co stanowiło 98,3% planu.
W Polsce deficyt sektora finansów publicznych na koniec 2018 roku był rekordowo niski i stanowił 0,2% PKB, natomiast dług sektora finansów publicznych wyniósł 48,9% PKB. W wartościach nominalnych, deficyt wyniósł 5 mld 036 mln zł, zaś dług 1 bln 35 mld 254 mln zł. W latach 2015–2017 deficyt sektora finansów publicznych wyniósł odpowiednio 2,6% PKB, 2,4% PKB i 1,5% PKB, a dług w tym okresie wyniósł odpowiednio 51,2% PKB, 54,2% PKB i 50,6% PKB. Na koniec lipca 2019 roku zadłużenie Skarbu Państwa wyniosło 973,3 mld zł, z czego około 704,3 mld zł stanowił dług krajowy, a 269 mld zł to dług w walutach obcych, co stanowi 27,6% całego długu. Rok wcześniej deficyt sięgnął kwoty 32,95 mld złotych i stanowił 1,5% PKB. Deficyt ten wynikał z dokapitalizowania przez budżet podmiotów spoza sektora m.in. Polskiego Funduszu Rozwoju. Eurostat klasyfikował wówczas Polskę na 21. miejscu w Unii Europejskiej ze względu na wielkość deficytu. W 2017 roku Polska zanotowała wielkość długu publicznego na poziomie 50,6% PKB i był on niższy o 3,6 punktu procentowego w porównaniu z rokiem ubiegłym. Spadek zadłużenia wynikał z szybkiego wzrostu gospodarczego i umocnienia złotego. Deficyt w 2016 roku wynosił 2,2% PKB, ale dzięki dyscyplinie finansowej po stronie dochodowej, w tym uszczelnieniu podatków i dobrej koniunkturze został zredukowany do 1,5%. Najwyższa wartość deficytu miała miejsce w okresie światowego kryzysu gospodarczego w latach 2008–2009, kiedy to zbliżyła się do 8% PKB. Działania podjęte przez rząd polegające na ograniczeniu wydatków i zwiększeniu stawki podatku VAT z 22 na 23% zahamowało rosnący deficyt. W 2015 roku Polska wyszła z unijnej procedury nadmiernego deficytu wynoszącego dla krajów członkowskich 3% PKB.
W pierwszym kwartale 2019 roku wydolność Funduszu Ubezpieczeń Społecznych, czyli zdolność pokrycia bieżących wydatków bieżącymi wpływami osiągnęła rekordowy pułap 81,6%. Wpływ składek do FUS w tym okresie osiągnął 49,9 mld zł, a wydatki zamknęły się kwotą 59,6 mld zł. Ostatni raz wydolność FUS powyżej 80% odnotowano w 1999 roku, czyli od czasu reformy emerytalnej. Najniższa wydolność miała miejsce w latach 2009 i 2010, kiedy spadła do poziomu odpowiednio 57,2 i 55,6%.

## Wzrost gospodarczy
W okresie od 1989 do 2018 roku PKB Polski wzrósł o 826,96% i był to najlepszy wynik w Europie. W tym samym okresie PKB Irlandii urosło o 789,43%, Słowacji o 783,83%, a Czech o 549,47%. Polski dochód narodowy w 1990 roku wynosił 65,978 mld dolarów, a do 2017 roku wzrósł do kwoty 524,5 mld dolarów. Uzyskanie tych wyników było możliwe dzięki prywatyzacji państwowych przedsiębiorstw, rozwojowi prywatnej przedsiębiorczości, ale również szybkiemu podniesieniu wydajności pracy oraz otwarciu się na bezpośrednie inwestycje zagraniczne. W 2018 roku Polska gospodarka urosła o 5,1% wobec 4,8% w 2017 roku. Wzrost gospodarczy w IV kwartale 2018 roku w Polsce wyniósł 4,9% w stosunku rocznym i w porównaniu z III kwartałem, gdzie PKB wzrosło o 5,1% był nieznacznie niższy. W tym okresie inwestycje wzrosły o 6,7%, konsumpcja prywatna również wzrosła o 4,3%, a popyt krajowy zwiększył się o 4,8%. Wskaźnik PMI w styczniu 2019 roku wyniósł 48,2 pkt. i był wyższy w stosunku do grudnia 2018 roku kiedy wynosił 47,6 pkt.
Wzrost gospodarczy w Polsce (w procentach, w porównaniu z odpowiednim kwartałem roku poprzedniego):
Wykres na podstawie danych The Conference Board
| Rok  | Q1   | Q2   | Q3   | Q4   | Ogółem |
| ---- | ---- | ---- | ---- | ---- | ------ |
| 2025 | 3,2  |      |      |      |        |
| 2024 | 2,1  | 3,2  | 2,7  | 3,5  | 2,9    |
| 2023 | -0,3 | -0,6 | 0,4  | 1,4  | 0,5    |
| 2022 | 8,8  | 6,1  | 3,9  | 2,3  | 5,3    |
| 2021 | 0,9  | 11,1 | 6,6  | 8,6  | 6,9    |
| 2020 | 2,0  | -8,3 | -1,7 | -2,7 | -2,7   |
| 2019 | 4,7  | 4,4  | 3,9  | 3,2  | 4,0    |
| 2018 | 5,2  | 5,1  | 5,1  | 4,9  | 5,1    |
| 2017 | 4,4  | 4,0  | 5,2  | 4,9  | 4,6    |
| 2016 | 3,1  | 3,4  | 2,7  | 2,7  | 3,0    |
| 2015 | 3,6  | 3,3  | 3,5  | 3,9  | 3,6    |
| 2014 | 3,5  | 3,6  | 3,3  | 3,3  | 3,4    |
| 2013 | 0,5  | 0,8  | 2,4  | 3,0  | 1,6    |
| 2012 | 3,7  | 2,2  | 1,3  | 0,2  | 1,9    |
| 2011 | 4,4  | 4,3  | 4,2  | 4,3  | 4,3    |
| 2010 | 3,0  | 3,5  | 4,2  | 4,4  | 3,8    |
| 2009 | 0,8  | 1,2  | 1,8  | 3,3  | 1,8    |
| 2008 | 6,1  | 6,0  | 5,0  | 3,0  | 5,0    |
| 2007 | 7,4  | 6,5  | 6,5  | 6,5  | 6,7    |
| 2006 | 5,4  | 6,3  | 6,6  | 6,6  | 6,2    |
| 2005 | 2,1  | 2,8  | 3,7  | 4,3  | 3,3    |
| 2004 | 7,0  | 6,1  | 4,8  | 4,9  | 5,1    |
| 2003 | 2,2  | 3,8  | 4,7  | 4,7  | 3,7    |

## Zatrudnienie
Struktura zatrudnienia w polskiej gospodarce odbiega od europejskich standardów, gdyż 13% zatrudnionych pracuje w rolnictwie, podczas gdy średnia UE to 5%, w sektorze usług pracuje 57% zatrudnionych (średnia UE to 68%), w przemyśle pracuje 30% zatrudnionych (średnia UE to 26%). Według Eurostatu w Polsce w 2014 r. 61,7% społeczeństwa w wieku produkcyjnym (15–64 lat) była zatrudniona, podczas gdy średnia UE to 64,9%. Według OECD w 2014 r. Polacy byli ósmym narodem pod względem liczby godzin spędzanych na pracy spośród 37 krajów OECD – przeciętna roczna liczba przepracowanych godzin na 1 pracownika wyniosła 1923.
W związku z lepszą mechanizacją pracy wzrosła także wydajność pracy w Polsce. Polska ma także jeden z najniższych w Europie współczynników przynależności do związków zawodowych, wynoszący 14% z przewagą w sektorze państwowym, w Irlandii wynosi on 45%, a w Szwecji 80%.
W roku 2014 liczba zatrudnionych w gospodarce narodowej wyniosła 14,6 mln. W sektorze publicznym zatrudnionych było 3,4 mln osób (23%), a w sektorze prywatnym 11,2 mln (77%).
Na koniec 2013 roku liczba zatrudnionych w sektorze przedsiębiorstw wyniosła 8,9 mln, przy czym zatrudnionych w mikroprzedsiębiorstwach (do 9 pracowników) było 3,37 mln osób.
|  |  |  |  |

## Bezrobocie
Jedną z największych bolączek polskiej gospodarki było bezrobocie. W Polsce dokonały się liczne zmiany polityczne, gospodarcze, kulturowe i techniczne. Wprowadzane reformy obejmowały liczne sfery życia społecznego. Po likwidacji PGR-ów i prywatyzacji, ludziom trudno było znaleźć pracę. Część musiała zmieniać kwalifikacje, by znów podjąć pracę. Gwałtowny wzrost liczby osób pozbawionych pracy w pierwszych latach przekształceń ustrojowych sprawił, że bezrobocie stało się od razu najpoważniejszym problemem reformującego się państwa i społeczeństwa. W okresie 1991–1994 bezrobocie wzrosło z 7 do 17%, po 1994 roku spadło do 10% w 1998, kiedy znów zaczęło gwałtownie wzrastać aż do 21% w latach 2003 i 2004 osiągając kolejne minimum 9% w 2008 według liczby bezrobotnych zarejestrowanych w urzędach pracy.
W czerwcu 2008 bezrobocie w Polsce wynosiło według różnych źródeł 9,6% (GUS), 7,7% (Eurostat). Przyczynami spadku bezrobocia jest powstawanie nowych miejsc pracy, a także emigracja zarobkowa do innych krajów UE. W październiku 2009 stopa bezrobocia w Polsce wynosiła 11% (dane Ministerstwa Pracy i Polityki Społecznej), przy czym wykazywała tendencję wzrostową. W kwietniu 2015 roku bezrobocie wynosiło 11,3%, a w sierpniu 2016 roku wynosiło 8,5%. W grudniu 2018 roku stopa bezrobocia wyniosła 5,7%, osiągając najniższy poziom od ćwierćwiecza.
|  |  |

### Problemy społeczne
W Polsce poniżej granicy ubóstwa żyje 17% ludności i 22% dzieci. Współczynniki te bliskie są średniej unijnej – w krajach Unii Europejskiej liczba ta wynosi średnio 17% dla ogółu populacji i 20% dla dzieci.
Z niewysokich zarobków dużej części Polaków wynika trudna sytuacja mieszkaniowa – 70% osób od 18. do 30. roku życia mieszka z rodzicami ze względu na brak innego zakwaterowania i niemożność opłacenia czynszu, podczas gdy średnia unijna wynosi 29%. W Polsce liczba mieszkań na 1000 mieszkańców wynosi 367, podczas gdy w krajach wysokorozwiniętych przekracza ona swobodnie próg 500.
Jednym z najważniejszych problemów społecznych w Polsce jest bardzo niski poziom zaufania społecznego – około połowa Polaków nie ufa osobom, których nie zna, podobna liczba uważa także, że nie należy ufać wspólnikom w interesach. Polacy często ufają tylko osobom z kręgu najbliższej rodziny i przyjaciół, co w wielu przypadkach uniemożliwia współdziałanie (zarówno w działalności gospodarczej, jak i w działaniach na rzecz swojej społeczności) i przekłada się na brak komfortu i poczucia wspólnoty z otaczającymi ludźmi. Poziom zaufania społecznego w Polsce jest jednym z najniższych w Europie.
Innym ważnym problemem polskiego społeczeństwa jest wykluczenie społeczne, które przejawia się w braku możliwości edukacji, braku wiedzy i dostępu do informacji oraz niewielkiej ruchliwości i aktywności społecznej. Wykluczenie społeczne dotyka często osoby żyjące z dala od ośrodków administracji i edukacji, lub dawnych pracowników upadłych zakładów przemysłowych czy państwowych gospodarstw rolnych. Wykluczenie jest poważnym problemem, gdyż często jest dziedziczone przez młodsze pokolenia.
|  |  |  |  |  |

## Sektory gospodarki

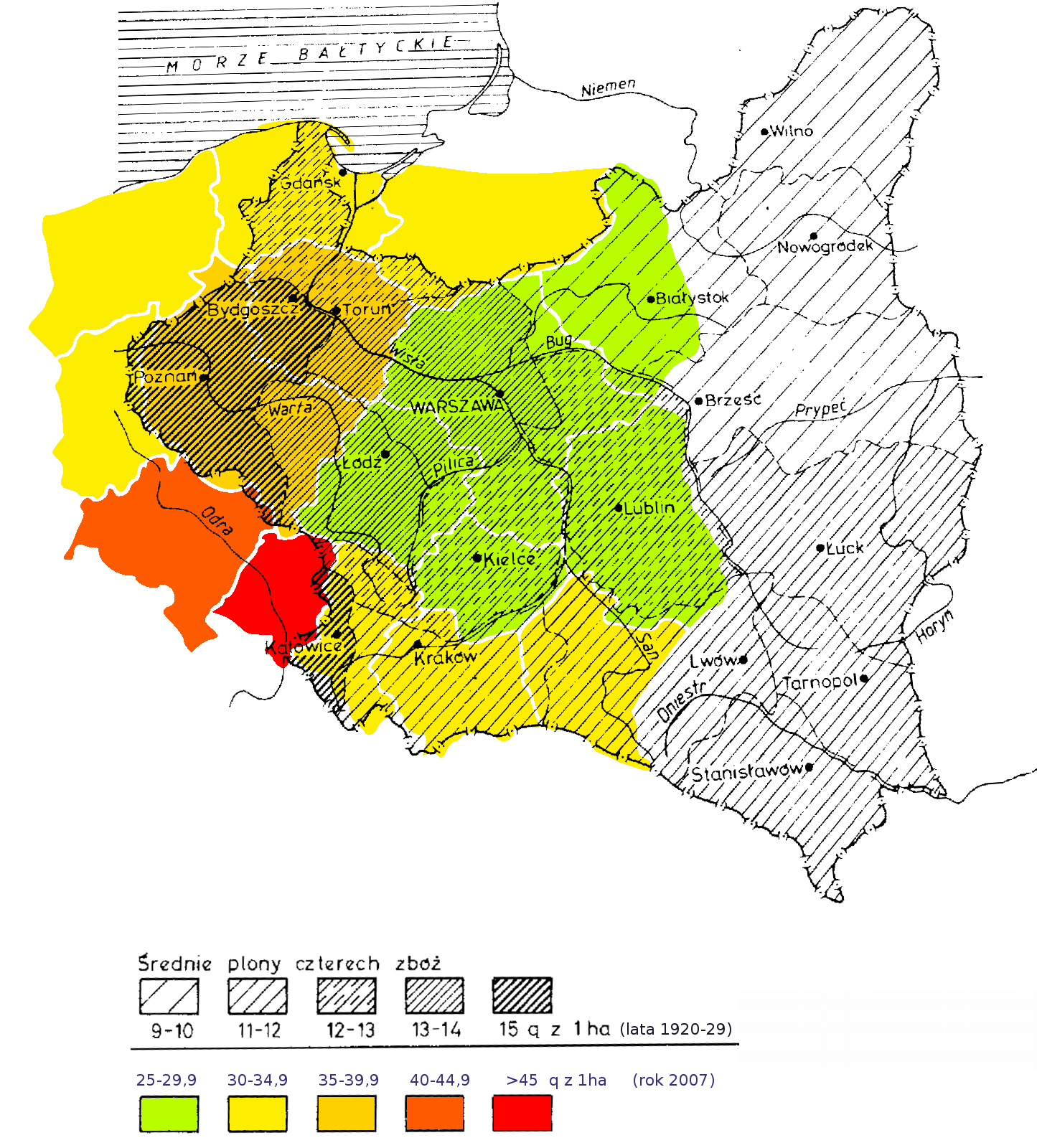
Średnie zbiory 4 zbóż w poszczególnych województwach w Polsce międzywojennej i w 2007 r.

### Sektor pierwszy

#### Rolnictwo
Polska ma trzecią pod względem wielkości powierzchni upraw rolnych w UE, a od 2004 r. polscy rolnicy są beneficjentami wspólnej polityki rolnej (w szczególności dopłat bezpośrednich).
W polskim rolnictwie zatrudnionych jest 14,8% ogółu pracowników, mimo tego rolnictwo wytwarza niespełna 4% PKB, dla porównania średnie zatrudnienie w tym sektorze gospodarki w Unii Europejskiej wynosi 4,5%. Pomiędzy poszczególnymi województwami istnieją duże różnice w odsetku zatrudnionych w rolnictwie; w województwie śląskim i województwie dolnośląskim pracuje odpowiednio 3,3% i 6,5% ogółu zatrudnionych, jednak w województwach ściany wschodniej zatrudnienie w rolnictwie dochodzi do 33,7% w województwie lubelskim. Inaczej niż sektor przemysłowy, znaczna część rolnictwa pozostała w prywatnych rękach przez okres socjalizmu. Około 2 miliony  prywatnych gospodarstw rolnych wykorzystuje 90% ziem uprawnych. Polska jest europejskim liderem w produkcji ziemniaków i buraka cukrowego.
|  |  |  |

### Sektor drugi

#### Przemysł przetwórczy
W Polsce najbardziej rozwinięty jest przemysł motoryzacyjny, spożywczy, energetyczny, metalurgiczny, maszynowy, a także przemysł elektromaszynowy, w tym m.in. precyzyjny, elektroniczny i elektrotechniczny, środków transportu, włókienniczy i odzieżowy. Dużą rolę odgrywa wydobycie oraz przetwórstwo surowców mineralnych.
Polska baza przemysłowa ucierpiała przez II wojnę światową. Socjalizm wykreował w późniejszych latach 40. duży i szybko rozwijający się system, który opierał się głównie na kontroli centralnej. Po II wojnie światowej polski przemysł skoncentrowany był głównie na surowcach, tekstyliach, środkach chemicznych, maszynach, żelazie i sektorze stali. Następnie, sektor przemysłowy wzbogacił się o petrochemię, maszyny i urządzenia elektroniczne, elektronikę, samochody i budowę statków.
Polski przemysł jest w niewielkim stopniu nasycony robotami przemysłowymi. W 2018 roku w polskich zakładach działały 13 632 roboty przemysłowe, z czego 39% z nich funkcjonowało w branży motoryzacyjnej. Liczba ta jest niższa w porównaniu do krajów sąsiednich. W Czechach w analogicznym okresie było 17 603 robotów przemysłowych, a w Niemczech 215 795. Z robotów korzysta 6% polskich przedsiębiorstw, a ich liczba w 2018 roku wzrosła o 17,5%. W polskim przetwórstwie przemysłowym na 10 tysięcy pracowników przypada 42 roboty, w Niemczech 338 robotów, Czechach 135, a na Węgrzech 84. Średnia światowa wynosi 99 robotów.
Przemysł cementowy w Polsce, pod względem wielkości produkcji zajmuje siódme miejsce wśród europejskich producentów cementu. Jest całkowicie sprywatyzowany i należy do światowych koncernów. W Polsce w 2018 roku działalność prowadziło 13 zakładów, które wyprodukowały ponad 18 mln ton cementu. Branża cementowa bezpośrednio tworzy 4 tys. miejsc pracy, a pośrednio ok. 25 tys. W ciągu minionych 20 lat właściciele zakładów cementowych zainwestowali w modernizację ponad 10 mld złotych.

#### Budownictwo
Sytuacja na polskim rynku budowlanym w ostatnich latach poprawiała się systematycznie od 2004 r. Pomimo spowolnienia gospodarczego, rok 2009 był kolejnym rekordowym okresem na rynku budowlanym pod względem wartości. Jednak pod względem wysokości stopy wzrostu, rok 2009 okazał się wyraźnie słabszy od lat poprzednich – wzrost wartości rynku wyniósł ok. 3–4%.
Budownictwo drogowe odpowiadało w 2009 r. za ponad 42% produkcji budowlanej w segmencie inżynieryjnym.

##### Budownictwo niemieszkaniowe
Po osiągnięciu szczytu w 2006 r., w latach 2007–2009 liczba budynków niemieszkalnych nieznacznie spadała, osiągając poziom 41 tys. obiektów w 2009 r. Jednak wyniki za I połowę 2010 r. wskazują na stabilizację w sferze pozwoleń budowlanych na poziomie z roku 2009. Także pod względem ukończonych budynków niemieszkalnych rok 2009 charakteryzował się znacznymi spadkami – o 15%, jeśli chodzi o liczbę budynków oraz o 10% w przypadku ich łącznej powierzchni.

##### Budownictwo mieszkaniowe
Po ponadprzeciętnych wzrostach w latach 2007–2008, kiedy to wartość produkcji sięgnęła aż 15 mld zł, rok 2009 charakteryzował się ponad 11% spadkiem produkcji w budownictwie mieszkaniowym, do poziomu 13,3 mld zł.
|  |  |  |

### Sektor trzeci

#### Transport

##### Transport drogowy
Branża transportowo-logistyczna jest jedną z najważniejszych w polskiej gospodarce i od początku XXI wieku była drugą najszybciej rozwijającą się pod względem wytwarzanej wartości dodanej brutto wynoszącej średniorocznie ponad 8%. Udział tego sektora w łącznej wartości dodanej brutto Polski wynosi ponad 7%. Tworzy ją ponad 150 tysięcy podmiotów zatrudniających ponad 800 tysięcy ludzi. Branża ta generuje rocznie ponad 270 mld obrotów.
Na koniec 2015 roku w Polsce było zarejestrowanych 27 409 tys. pojazdów samochodowych, w tym 20 723 tys. samochodów osobowych, 3428 tys. samochodów ciężarowych, 110 tys. autobusów i 1702 tys. ciągników rolniczych. W 2015 roku w Polsce było 413 530 km dróg publicznych, w tym 283 561 km dróg o twardej powierzchni i 129 969 km o nawierzchni gruntowej.

##### Transport kolejowy
Największy przedsiębiorstwem zajmującym się przewozami kolejowymi jest grupa PKP S.A., w skład której wchodzi wiele spółek m.in.:
- PKP Polskie Linie Kolejowe S.A. – odpowiedzialna za infrastrukturę,
- PKP Cargo S.A. – odpowiedzialna za przewóz towarów,
- PKP Intercity Sp. z o.o. – obsługująca połączenia „kwalifikowane”, tj. pociągi EC, IC, EIC oraz pasażerski ruch międzyregionalny dotowany z budżetu państwa (TLK).

Największym kolejowym przewoźnikiem pasażerskim w kraju jest kontrolowana przez państwową Agencję Rozwoju Przemysłu spółka Polregio z udziałem kapitałowym wszystkich województw. Spółka obsługuje głównie pasażerski ruch regionalny i w mniejszym stopniu ruch międzyregionalny.
Istnieje także wielu przewoźników nie powiązanych z grupą PKP (w tym wielu prywatnych), obsługujących głównie transport towarowy. Kilku przewoźników posiada także licencję na przewóz osób.
Według danych GUS w 2015 roku eksploatowanych linii kolejowych było 19 240 km, w tym 11 830 km zelektryfikowanych. Przewóz ładunków transportem kolejowych wyniósł 224 320 tys. ton, w tym 41% stanowił transport węgla, ropy naftowej i gazu ziemnego. Przetransportowano 277 321 tys. pasażerów.

##### Transport lotniczy

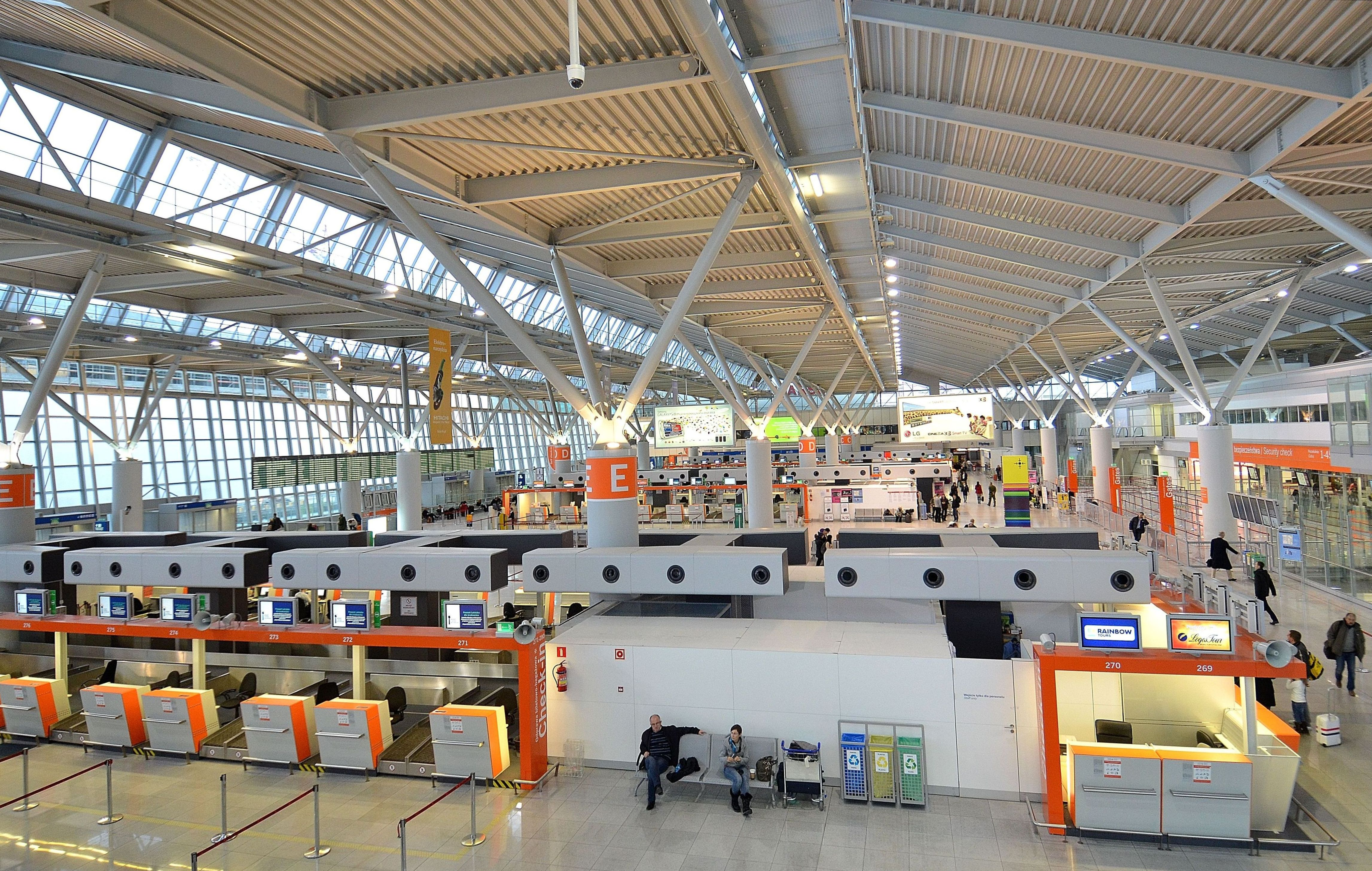
Wnętrze nowej części Terminala A Lotniska Chopina w Warszawie

Polskie linie lotnicze to: PLL LOT, Sprint Air i Enter Air.
Cywilne lotniska transportowe użytku publicznego (posiadające betonowy pas startowy), według ilości operacji lotniczych, to: Lotnisko Chopina w Warszawie, Kraków (Balice), Wrocław (Strachowice), Katowice (Pyrzowice), Gdańsk (Rębiechowo), Poznań (Ławica), Łódź (im. Władysława Reymonta), Rzeszów (Jasionka), Szczecin (Goleniów), Bydgoszcz (Szwederowo), Zielona Góra (Babimost), Olsztyn (Szymany) oraz Warszawa-Modlin i Lublin (Świdnik). Oprócz nich istnieje wiele innych lotnisk należących do aeroklubów.
Polski rynek lotniczy od kilku lat cechuje jeden z największych potencjałów wzrostu, biorąc pod uwagę wszystkie europejskie rynki lotnicze. W 2015 roku w polskich portach lotniczych zostało odprawionych ponad 30 mln pasażerów, w 2016 roku liczba ta wzrosła do ponad 34 mln, a w 2017 roku do ok. 40 mln. Stanowiło to wzrost o 18%, co po Rumunii było drugim wynikiem na świecie. Liderem wśród portów lotniczych w Polsce było lotnisko Chopina w Warszawie, które w 2017 roku obsłużyło 15,7 mln pasażerów, notując wzrost o 23%. W 2017 roku wzrosty odnotowały również inne porty regionalne: Katowice obsłużyły 3,89 mln pasażerów – wzrost o 21%, Wrocław 2,86 mln i wzrost o 18% oraz Kraków 5,84 mln i 17% wzrost.

##### Transport wodny
Żegluga morska, przybrzeżna i śródlądowa jest w Polsce stosunkowo dobrze rozwinięta. Korzystne warunki przyrodnicze i dostęp do wielu zbiorników wodnych (Morze Bałtyckie, żeglowne rzeki Wisła, Odra, Warta i Noteć, Zalew Szczeciński, Zalew Wiślany i in.) umożliwiają dalszy rozwój żeglugi i żeglarstwa.
W Polsce istnieje 31 portów morskich. Największymi portami są port Gdańsk, port Szczecin, port Gdynia i port Świnoujście. Ponadto funkcjonuje sześć średnich: Police, Kołobrzeg, Darłowo, Elbląg, Hel, Stepnica i 21 małych portów. Średnie i małe porty morskie odgrywają małe znaczenie w obsłudze towarów. W 2017 roku przeładowały łącznie niecałe 530 tys. ton towarów, podczas gdy cztery duże porty w tym samym czasie osiągnęły 78 mln ton, co stanowiło 99,3% wszystkich przeładunków. Zwiększenie udziału średnich i małych portów wymaga zainwestowania środków finansowych w ich infrastrukturę, w szczególności w pogłębienie dróg podejściowych do portów i samych akwenów. W latach 2015–2017 przeznaczono na inwestycje w średnich i małych portach kwotę 21,4 mln zł, co stanowiło ok. 32% zapotrzebowania na 2017 roku. Łączne wieloletnie potrzeby finansowe oscylują w kwocie 447 mln zł. W 2018 roku przeładunek w czterech największych polskich portach osiągnął rekordową wielkość 101,19 mln ton. Najwięcej towarów przeładowano w porcie Gdańskim 49,1 mln ton, co było wynikiem o 22,77% wyższym niż w poprzednim roku. W portach Szczecin i Świnoujście odnotowano 28,6 mln ton o 13% więcej niż w 2017 roku. W ostatnim z wielkich portów morskich w Gdyni zanotowano 23,49 mln ton – wzrost o 10,7%. Łącznie w 2018 roku w stosunku do 2017 roku przeładunek zwiększył się o prawie 16%.
W Polsce utrzymywane są połączenia promowe między Świnoujściem a Ystad, Trelleborgiem, Kopenhagą oraz między Kołobrzegiem a Nexø, między Gdańskiem a Nynäshamn (Szwecja) i między Gdynią a Karlskroną. Dodatkowo latem istnieje połączenie promowe między Świnoujściem a Rønne.

##### Transport miejski
Transport miejski w Polsce składa się głównie z autobusów i tramwajów. W Warszawie funkcjonują dwie linie metra. Szybki tramwaj funkcjonuje w Poznaniu (Poznański Szybki Tramwaj); podobne torowiska są w budowie w Krakowie (Krakowski Szybki Tramwaj), w Szczecinie (Szczeciński Szybki Tramwaj), we Wrocławiu (Tramwaj Plus) oraz w Łodzi (Łódzki Tramwaj Regionalny – część najdłuższej w Europie linii tramwajowej). Ponadto w Lublinie, Gdyni i Tychach jeżdżą trolejbusy.

#### Turystyka
Turystyka jest jedną z najszybciej rozwijających się gałęzi gospodarki w Polsce, a jej udział w PKB wynosi 6%. Polska, zwłaszcza po wstąpieniu do Unii Europejskiej w 2004 roku, stała się miejscem często odwiedzanym przez turystów. Większość atrakcji turystycznych w Polsce związana jest ze środowiskiem naturalnym, zabytkami i wydarzeniami kulturalnymi. Każdego roku kraj odwiedzają miliony turystów z całego świata. W 2015 roku Polskę odwiedziło 16,7 mln turystów, a dochody osiągnęły 13 mld euro. Najwięcej turystów bo ponad 6 milionów przyjechało do Polski z Niemiec. Kolejni pod względem liczby odwiedzających byli Ukraińcy, Rosjanie, Brytyjczycy, Francuzi i Czesi. W tym sektorze gospodarki zatrudnionych jest ponad 700 tys. osób. W 2016 roku przyjechało 17,5 mln turystów, a Polska została sklasyfikowana na 16. miejscu najczęściej odwiedzanych krajów na świecie. Najczęściej odwiedzanymi miastami są Kraków, Warszawa, Gdańsk, Wrocław, Łódź, Poznań, Szczecin, Lublin, Toruń, Sopot oraz Zakopane. Do najlepszych miejsc rekreacyjnych należą Pojezierze Mazurskie, wybrzeże Morza Bałtyckiego, Tatry (najwyższe pasmo górskie Karpat), Sudety oraz Puszcza Białowieska.

#### Łączność
- liczba aktywnych telefonów komórkowych: 57,6 mln (GUS, grudzień 2015)
- liczba telefonów stacjonarnych: 6,2 mln (UKE, marzec 2016)
- liczba abonentów Internetu stacjonarnego i mobilnego: 13,01 mln (UKE, marzec 2016)[102]

#### Handel zagraniczny
Upadek bloku socjalistycznego, w tym kryzys w ZSRR i jego spadkobiercach, zmienił kierunek polskiego handlu międzynarodowego. Już w 1996 r. ok. 70% handlu przypadało na kraje Unii Europejskiej. Przed akcesją do UE Polska należała do Środkowoeuropejskiego Porozumienia o Wolnym Handlu (CEFTA) razem z Węgrami, Czechami, Słowacją i Słowenią.
W latach 2004–2016 Polska odnotowała ponad trzykrotny wzrost eksportu i wzrost ponad dwuipółkrotny importu towarów i usług. Od 2005 ma ona dodatnie saldo w wymianie handlowej z Unią Europejską.
Polska gospodarka notuje dodatnie saldo bilansu handlowego od 2015 roku. W 2017 roku w eksporcie obroty towarowe w handlu zagranicznym wyniosły w cenach bieżących 870,1 mld zł (203,7 mld euro), a w imporcie 868,0 mld zł (203,3 mld euro). Dodatnie saldo ukształtowało się na poziomie 2,1 mld zł (0,4 mld euro) i było niższe od salda z 2016 roku, które wówczas wyniosło 17,0 mld zł (3,9 mld euro). W stosunku do roku 2016 eksport wzrósł o 8,3%, a import o 10,4%. Polska gospodarka miała największy udział w eksporcie ogółem z krajami rozwiniętymi i wyniósł on 86,4%, z czego 79,7% stanowiło eksport do krajów Unii Europejskiej. Z kolei import z krajami rozwiniętymi wyniósł 67,4% ogółu importu, w tym 60,1% z krajami UE. W analogicznym okresie 2016 roku eksport ten wyniósł 86,3% (w tym UE 79,8%) i 68,2% (w tym UE 61,2%). Najmniejszy udział w obrotach handlowych Polska zanotowała z krajami Europy Środkowo-Wschodniej. W eksporcie ogółem wyniósł on 5,9%, a w imporcie 8,1%, podczas gdy w 2016 roku odnotowano 5,5% w eksporcie i 7,2% w imporcie.
W 2017 roku eksport stanowił jeden z kluczowych motorów napędowych polskiej gospodarki. Głównym kierunkiem były kraje Unii Europejskiej, które przyjęły cztery piąte polskiego eksportu, co stanowiło 80%. Rosnące wyniki eksportu zostały odnotowane na wszystkich ważniejszych rynkach. Zwiększyła się sprzedaż do Czech i wyniosła 13 mld euro tj. o 7,4% więcej niż rok wcześniej. Wzrosty w sprzedaży o 5,5% do kwoty 13 mld euro odnotowano również w handlu z Wielką Brytanią. Wzrosły także obroty z Francją i Włochami odpowiednio o 12,5% i 13%. Łącznie eksport na rynki rozwinięte wyniósł 176 mld euro i wzrósł o 10,3%, z czego eksport do krajów Unii Europejskiej osiągnął 162,4 mld euro tj. wzrost o 10%. Największym partnerem eksportowym Polski były nadal Niemcy, gdzie wyeksportowano towary za 56 mld euro. W roku 2017 import rósł szybciej od eksportu co spowodowane było utrzymującym się silnym popytem konsumpcyjnym, ożywieniem inwestycyjnym, wzrostem cen ropy naftowej oraz aprecjacją złotego. W 2017 roku największy udział w polskim eksporcie miały maszyny i urządzenia mechaniczne i elektryczne oraz ich części i akcesoria, których łączny udział wyniósł 24%, blisko 12% osiągnął eksport pojazdów oraz ich części i akcesoriów, po 4,8% eksport mebli, a także tworzyw sztucznych i artykułów z nich, a 3,2% stanowił eksport wyrobów z żeliwa i stali. Dodatnie saldo w obrotach handlowych polskiej gospodarki zostało wygenerowane głównie w następujących pozycjach: meble (7,7 mld euro), pojazdy oraz ich części i akcesoria (4,3 mld euro), mięso i podroby jadalne (3 mld euro), drewno i wyroby z drewna (2,6 mld euro) oraz tytoń i przetworzone namiastki tytoniu (2,2 mld euro). Z kolei deficyt zanotowano w pozycjach: paliwa mineralne (9,4 mld euro), żelazo, żeliwo i stal (3,7 mld euro) oraz tworzywa sztuczne i artykuły z nich (2,7 mld euro), chemikalia organiczne (2,6 mld euro) oraz produkty farmaceutyczne (1,8 mld euro).
|  |  |  |  |

## Największe przedsiębiorstwa w Polsce
W 2008 r. cztery polskie przedsiębiorstwa – Orlen, PKO Bank Polski, Polskie Górnictwo Naftowe i Gazownictwo i KGHM Polska Miedź – zostały umieszczone na dorocznej liście dwóch tysięcy największych i najprężniejszych spółek giełdowych na świecie magazynu Forbes. Większość polskiego PKB wytwarzają jednak małe i średnie przedsiębiorstwa.
Poniższa tabela przedstawia największe przedsiębiorstwa operujące na terytorium Polski (bez uwzględnienia branży finansowej) ze względu na ich roczny przychód ze sprzedaży. Została sporządzona na podstawie rankingu 500 największych przedsiębiorstw tygodnika „Polityka” z 2012 r.
| Poz. | Firma przedsiębiorstwa          | Branża             | Siedziba         | Przychód ze sprzedaży (tys. zł) |
| ---- | ------------------------------- | ------------------ | ---------------- | ------------------------------- |
| 1    | Orlen                           | surowce i paliwa   | Płock            | 88 348 971                      |
| 2    | Grupa Lotos                     | surowce i paliwa   | Gdańsk           | 33 111 000                      |
| 3    | PGE Polska Grupa Energetyczna   | energetyka         | Lublin           | 30 556 814                      |
| 4    | Jeronimo Martins Dystrybucja SA | handel detaliczny  | Kostrzyn         | 28 907 849                      |
| 5    | PGNiG                           | energetyka         | Warszawa         | 28 730 000                      |
| 6    | Tauron Polska Energia           | energetyka         | Katowice         | 24 741 257                      |
| 7    | KGHM                            | górnictwo          | Lubin            | 21 337 870                      |
| 8    | Eurocash                        | handel             | Komorniki        | 16 575 781                      |
| 9    | Metro Group Polska              | handel             | Warszawa         | 14 960 000                      |
| 10   | Telekomunikacja Polska          | telekomunikacja    | Warszawa         | 14 147 000                      |
| 11   | FCA Poland                      | motoryzacja        | Bielsko-Biała    | 14 113 720                      |
| 12   | BP Polska                       | surowce i paliwa   | Kraków           | 13 458 535                      |
| 13   | Energa                          | energetyka         | Gdańsk           | 11 176 799                      |
| 14   | Kompania Węglowa                | surowce i paliwa   | Katowice         | 10 720 643                      |
| 15   | Enea                            | energetyka         | Poznań           | 10 096 032                      |
| 16   | Philip Morris                   | przemysł spożywczy | Kraków           | 9 505 821                       |
| 17   | Volkswagen Poznań               | motoryzacja        | Poznań           | 9 141 283                       |
| 18   | Orlen Paliwa Sp. z o.o.         | surowce i paliwa   | Płock            | 9 033 353                       |
| 19   | Jastrzębska Spółka Węglowa      | surowce i paliwa   | Jastrzębie-Zdrój | 8 820 956                       |
| 20   | Lidl                            | handel             | Jankowice        | 8 500 000                       |
| 21   | Lasy Państwowe                  | gospodarka leśna   | Warszawa         | 7 835 542                       |
| 22   | Carrefour                       | handel             | Warszawa         | 7 570 665                       |
| 23   | Shell                           | surowce i paliwa   | Warszawa         | 7 416 979                       |
| 24   | GK Polkomtel                    | telekomunikacja    | Warszawa         | 7 113 000                       |
| 25   | Grupa Azoty                     | przemysł chemiczny | Tarnów           | 7 098 735                       |

## Bezpośrednie inwestycje zagraniczne
Polska jest otwarta na napływ inwestycji zagranicznych, ponieważ niosą one ze sobą nowe miejsca pracy, transfer technologii i poprawę konkurencyjności. Napływ inwestycji ma też jednak pewne niepożądane efekty, jak ograniczenie rozwoju lokalnych pomiotów czy transfer zysków za granicę. Inwestycje zagraniczne w latach 1990–2006 wyniosły ponad 87 mld dolarów. W 2017 roku inwestorzy zagraniczni zainwestowali w Polsce prawie 13 miliardów euro.
Dynamiczny napływ bezpośrednich inwestycji zagranicznych nastąpił po wstąpieniu Polski do Unii Europejskiej. W 2002 i 2003 roku wartość tych inwestycji wynosiła odpowiednio 4,4 i 4,1 mld euro, podczas gdy w 2004 roku wzrosła ponad dwukrotnie do 10,2 mld euro. Wzrost utrzymywał się do 2007 roku, kiedy osiągnął rekordowe 17,2 mld euro. W kolejnych latach w związku ze światowym kryzysem finansowym środki z tego tytułu były mniejsze. Tendencja wzrostowa nastąpiła w 2011 roku. Wówczas inwestorzy zainwestowali 15,1 mld dolarów co stanowiło o 65% więcej środków niż w roku poprzednim. W 2016 roku wartość BIZ w Polsce osiągnęła 8 mld euro, a w 2017 roku wzrosła do 12 mld euro. Udział firm z kapitałem zagranicznym w gospodarce Polski, utrzymujący się w latach 2004–2010 na poziomie ok. 40%, obniżył się do 38,7% w 2011 roku i 38,2% w 2012 roku. Od 2004 do 2017 roku inwestycje zagraniczne przekroczyły pół biliona złotych, a najwięcej na polskim rynku inwestują Niemcy, Francja, Hiszpania i Wielka Brytania. Inwestują w sektorze usług, głównie w handlu hurtowym i detalicznym oraz w sektorze przemysłowym głównie w motoryzacji. W 2015 roku w Polsce działało 6706 spółek z kapitałem zagranicznym, a ich liczba w 2018 roku wzrosła do 7878 spółek. W 2018 roku w gronie 67 krajów Polska uplasowała się na drugim miejscu pod względem atrakcyjności inwestowania.
W Polsce działają trzy fabryki samochodów osobowych należące do zagranicznych koncernów: FCA Poland w Tychach, Opel Manufacturing Poland w Gliwicach oraz Volkswagen Poznań w Poznaniu. W pierwszym dziesięcioleciu XXI w. powstały fabryki monitorów i telewizorów ciekłokrystalicznych oraz komputerów (Sharp, LG, Toshiba, Dell i TPV).
Firmy zagraniczne dominują także w usługach biznesowych, będących od końca lat 90. XX wieku jednym z najszybciej rozwijających się sektorów polskiej gospodarki.

## Specjalne strefy ekonomiczne
Istotną rolę w stymulowaniu rozwoju gospodarczego i przyciąganiu bezpośrednich inwestycji zagranicznych odgrywa 14 specjalnych stref ekonomicznych. Najstarszą polską strefą jest utworzona w 1995 SSE Euro-Park Mielec. Na koniec 2016 roku SSE obejmowały tereny zlokalizowane w 179 miastach i 287 gminach, a wartość nakładów inwestycyjnych poniesionych przez firmy w specjalnych strefach ekonomicznych przekroczyła 112 mld 253,2 mln zł. W tym okresie przedsiębiorstwa działające na terenie SSE zatrudniały 332 114 pracowników. Najwięcej zainwestowały przedsiębiorstwa z Niemiec (23,7% nakładów inwestycyjnych ogółem), Polski (20,9%), Holandii (8,2%) i Stanów Zjednoczonych (8,1%). W 2015 roku zwiększono limit obszaru wszystkich stref do 25 tys. ha. Na dzień 31 grudnia 2016 roku terenem SSE objęto 21 463 ha.

## Innowacyjność polskiej gospodarki
Pod względem innowacji w produkcji i gospodarce polskie przedsiębiorstwa należą do najmniej aktywnych w Unii Europejskiej. Według instytucji PRO INNO Europe, założonej przez Komisję Europejską do badania rozwoju innowacyjności, polskie przedsiębiorstwa w 2009 zajmowały 23. miejsce na 27. krajów Unii. Współczynnik SII (Summary Innovation Index) dla Polski wynosił w 2009 roku 0,317 przy średniej unijnej 0,478. Innowacyjność polskiej gospodarki rośnie jednak bardziej niż wielu krajów Unii – w 2007 współczynnik SII wynosił 0,270 przy średniej 0,450. W rankingu przedsiębiorstw wydających najwięcej na świecie na badania zostały uwzględnione dwa polskie przedsiębiorstwa: Telekomunikacja Polska (488. pozycja) oraz KGHM Polska Miedź (864. pozycja), podczas gdy w pierwszej pięćdziesiątce jest osiemnaście przedsiębiorstw z UE.
Silnymi stronami polskiej gospodarki są zasoby ludzkie, inwestycje przedsiębiorstw, aktywa intelektualne oraz wyniki gospodarcze. Zasoby ludzkie były atutem Polski już w 2008 roku i wskaźnik ten był wyższy niż średnia unijna, natomiast aktywa intelektualne, finansowanie i wsparcie czy inwestycje przedsiębiorstw uległy znaczącej poprawie. Jednak od 2008 roku utrzymuje się dość znaczne pogorszenie działalności innowacyjnej małych i średnich przedsiębiorstw (MŚP). W 2015 roku jedynie 10,13% przedsiębiorstw z sektora MŚP wprowadzało własne innowacje, co było przedostatnim wynikiem w Unii Europejskiej tuż przed Rumunią z wynikiem 4,67%. Ponadto 5,01% publikacji naukowych znalazło się wśród 10% najczęściej cytowanych publikacji na świecie, co było 24. wynikiem wśród państw członkowskich Wspólnoty przed Rumunią, Chorwacją, Litwą i Bułgarią. Do jej słabości zalicza się również udział zagranicznych doktorantów spoza Unii Europejskiej (28. miejsce), liczba zgłoszeń patentowych (26. miejsce) oraz odsetek MŚP wprowadzających innowacje organizacyjne lub marketingowe (28. miejsce).

## Lista województw według wskaźnika rozwoju społecznego
Lista województw według wskaźnika rozwoju społecznego w 2019 roku.
| Lp. | Województwo         | WRS 2019 | Porównywalne państwa (WRS 2019)                                    |
| --- | ------------------- | -------- | ------------------------------------------------------------------ |
| 1   | mazowieckie         | 0.931    | Nowa Zelandia (0.931)                                              |
| 2   | dolnośląskie        | 0.894    | Estonia (0.892), Włochy (0.892)                                    |
| 3   | małopolskie         | 0.892    | Estonia (0.892), Włochy (0.892)                                    |
| 3   | pomorskie           | 0.892    | Estonia (0.892), Włochy (0.892)                                    |
| 5   | wielkopolskie       | 0.888    | Cypr (0.887), Grecja (0.889), Zjednoczone Emiraty Arabskie (0.889) |
| 6   | śląskie             | 0.887    | Cypr (0.887)                                                       |
| –   | Polska (średnia)    | 0.881    | Litwa (0.882)                                                      |
| 7   | łódzkie             | 0.875    | Andora (0.868), Litwa (0.882)                                      |
| 8   | podlaskie           | 0.873    | Andora (0.868)                                                     |
| 9   | podkarpackie        | 0.872    | Andora (0.868)                                                     |
| 10  | opolskie            | 0.870    | Andora (0.868)                                                     |
| 11  | zachodniopomorskie  | 0.869    | Andora (0.868)                                                     |
| 12  | lubelskie           | 0.866    | Łotwa (0.866)                                                      |
| 12  | świętokrzyskie      | 0.866    | Łotwa (0.866)                                                      |
| 14  | kujawsko-pomorskie  | 0.862    | Portugalia (0.864), Słowacja (0.860)                               |
| 14  | lubuskie            | 0.862    | Portugalia (0.864), Słowacja (0.860)                               |
| 16  | warmińsko-mazurskie | 0.848    | Katar (0.847)                                                      |

### Potencjał polskiej gospodarki w UE
Niektóre z zamieszczonych tu informacji wymagają weryfikacji.
Dokładniejsze informacje o tym, co należy poprawić, być może znajdują się w dyskusji tej sekcji.
 Po wyeliminowaniu niedoskonałości należy usunąć szablon {{Dopracować}} z tej sekcji.
| Dane statystyczne za lata 2011–2015 (według danych CIA)       |                                                                                          |
| struktura zatrudnienia:                                       | – rolnictwo 12,6% • przemysł 30,4% • usługi 57% (2015)                                   |
| Produkt krajowy brutto ważony parytetem siły nabywczej (PKB): | 1,5227 bln zł (2011)                                                                     |
| wzrost PKB:                                                   | 3,6% (2015)                                                                              |
| PKB na jednego mieszkańca:                                    | 14 581 USD (2015)                                                                        |
| PKB na jednego mieszkańca według PPP: (2015)                  | 26 500 USD                                                                               |
| udział w strukturze PKB:                                      | - rolnictwo: 3,3% - przemysł: 41,1% - usługi: 55,6%                                      |
| Wartość majątku narodowego na mieszkańca:                     | 78 500 zł (2012)                                                                         |
| budżet:                                                       | – dochody: 81,58 mld USD • wydatki: ok. 90,24 mld USD (2015)                             |
| inflacja:                                                     | -0,9% (2015)                                                                             |
| dług publiczny:                                               | 43,4% PKB (2015)                                                                         |
| dług zewnętrzny:                                              | 354,2 mld USD (2014)                                                                     |
| rezerwy złota i dewizy:                                       | 94,75 mld USD (2015)                                                                     |
| siła robocza:                                                 | 18,29 mln ludzi (2015)                                                                   |
| ludność żyjąca poniżej progu ubóstwa:                         | 17,3% (2012)                                                                             |
| bezrobocie:                                                   | 10,6% (2015)                                                                             |
| wynagrodzenie brutto:                                         | 4015,37 zł (grudzień 2011)                                                               |
| minimalne wynagrodzenie brutto:                               | 1850 zł (2015)                                                                           |
| Inwestycje w strukturze PKB:                                  | 19,5% (2011)                                                                             |
| elektryczność:                                                | – produkcja: 152,7 mld kWh • konsumpcja: 139 mld kWh (2012)                              |
| ropa naftowa:                                                 | – produkcja: 19 260 bar/d • konsumpcja: 478 490 bar/d (2014)                             |
| gaz ziemny:                                                   | – produkcja: 6,08 mld m³ • konsumpcja: 17,86 mld m³ (2014)                               |
| import:                                                       | 187,5 mld USD (2015)                                                                     |
| eksport:                                                      | 190,2 mld USD (2015)                                                                     |
| eksport (najważniejsi partnerzy):                             | Niemcy: 27,1% Wlk. Brytania: 6,8% Czechy: 6,6% Francja: 5,5% Włochy: 4,8% Holandia: 4,4% |
| import (najważniejsi partnerzy):                              | Niemcy: 27,6% Chiny: 7,5% Rosja: 7,2% Holandia: 5,9% Włochy: 5,2% Francja: 4,1%          |

Polska, mierzona wskaźnikiem parytetu siły nabywczej, jest szóstą gospodarką Unii Europejskiej i ósmą w Europie, nieznacznie wyprzedzając Holandię.
Polska odnotowała wzrost PKB także podczas globalnego kryzysu finansowego. Ponad połowa Polaków, którzy są czynni zawodowo, ma pracę (56%).
Mimo że Polska gospodarka dogania kraje Zachodu Europy, proces ten postępuje powoli. Dotychczas, biorąc pod uwagę poziom rozwoju społecznego, Polsce udało się przegonić Portugalię. Pomiędzy regionami występuje bardzo duże zróżnicowanie. Województwo mazowieckie jest na podobnym poziomie co najbogatsze regiony Hiszpanii i większość regionów Francji (82% średniej unijnej). Należy jednak pamiętać, że PKB tego województwa wytwarza głównie Warszawa. Województwo dolnośląskie z PKB sięgającym 16 tys. $ jest na równi z Portugalią oraz regionami Hiszpanii i Grecji. Kolejne województwa osiągnęły około 50% unijnej średniej, a najbiedniejsze województwa ściany wschodniej mają PKB na mieszkańca porównywalny z Rumunią i Bułgarią.
Polski kapitał posiada kilka dużych w tym rejonie Europy koncernów, tzn. Orlen, który posiada swoje stacje w Niemczech i na Litwie, Polsat, inwestujący także na Litwie, Grupa ITI. Polska ma wysoko rozwiniętą sieć drogową, w całości ukończone są w większości autostrady A1, A2, A4 oraz drogi szybkiego ruchu min.S6 i S7. Kolejne mają być gotowe do 2023 roku. Ich budowa przez przedsiębiorstwa prywatne jest finansowana częściowo przez Unię Europejską. W najbliższych latach Polska ma dostać około 4,5 mld euro na modernizację kolei.
Wejście do UE spowodowało gwałtowny wzrost emigracji zarobkowej, przede wszystkim do Wielkiej Brytanii, Niemiec, Holandii i Irlandii. W 2016 liczba Polaków przebywających czasowo w państwach członkowskich UE wynosiła ok. 2,1 mln.

## Euro w Polsce
Euro jest walutą w 19 krajach członkowskich Unii Europejskiej, a także w Andorze, Monako, San Marino, Watykanie, Czarnogórze i Kosowie. Polska ratyfikując traktat akcesyjny zobowiązała się przystąpić do unii walutowej, choć traktat nie precyzuje terminu wymiany walut.
Aby wejść do „strefy euro”, należy spełnić wcześniej ścisłe kryteria konwergencji takie jak:
- inflacja nie wyższa niż o 1,5 pkt% od średniej stopy inflacji w trzech krajach UE, gdzie inflacja jest najniższa,
- dług publiczny nieprzekraczający 60% PKB,
- deficyt budżetowy nie wyższy niż 3% PKB,
- długoterminowe stopy procentowe nieprzekraczające o więcej niż 2 p.p. średniej stóp procentowych w 3 krajach UE o najniższej inflacji,
- stabilny kurs wymiany waluty w ciągu ostatnich 2 lat – wahania kursów walut nie mogą przekroczyć ±15% do ustalonej początkowo wartości.

Ze wszystkich kryteriów Polska nie spełnia kryterium deficytu budżetowego, który jest wyższy niż 3% i wynosi 3,7%. Zanim Polska przystąpi do Strefy Euro, prawdopodobnie odbędzie się referendum w sprawie przystąpienia do Unii Monetarnej. Obecnie większość Polaków jest przeciwna wprowadzeniu euro. Często bywa, że opinia na temat euro wynika z przykładów sytuacji w innych krajach po wprowadzeniu wspólnej waluty.
Zalety wprowadzenia euro:
- ochrona przed zbyt słabą lub zbyt silną walutą (likwidacja ryzyka kursowego),
- tańszy kapitał,
- ożywienie handlu z Unią,
- obniżenie kosztów transportu,
- wzmocnienie konkurencji,
- konieczność przeprowadzenia przez rząd reformy finansów publicznych.

Najczęstszymi obawami Polaków co do euro są:
- podwyżki spowodowane możliwym zawyżaniem cen (np. zaokrąglanie cen w górę),
- zubożenie społeczeństwa spowodowane (prawdopodobnie inną) metodologią przeliczania cen i wynagrodzeń lub poparte przykładami sytuacji z innych krajów ze Strefy Euro,
- osłabienie suwerenności Polski (utrata możliwości prowadzenia własnej polityki pieniężnej),
- jak na razie już w długim czasie kurs PLN w stosunku do EUR ma trend zwyżkujący, zastąpienie więc złotówki euro spowoduje spadek siły nabywczej zarobków Polaków.

Przykłady krajów skandynawskich (Danii i Szwecji) oraz Wielkiej Brytanii, które są objęte derogacją od obowiązku wprowadzenia euro według niektórych opinii świadczą o tym, że wprowadzenie wspólnej waluty wcale nie jest konieczne i przemawiają za pozostaniem przy własnej walucie.
Warto zauważyć, że są to kraje o wysoko rozwiniętych rynkach finansowych i tak jak w przypadku Wielkiej Brytanii dysponują walutą o znaczeniu międzynarodowym.